# Dana Olsen
Dana Olsen (...) è uno sceneggiatore e produttore televisivo statunitense, co-creatore della serie Henry Danger.

## Carriera
Ha sceneggiato i film L'erba del vicino con Tom Hanks, Inspector Gadget e George re della giungla...?.